# Roger Garceau
Pour les articles homonymes, voir Garceau.
Roger Garceau est un acteur québécois né à Montréal le 21 février 1921 et mort à Montréal le 18 avril 2001.

## Biographie
Après des études au Collège Saint-Laurent, et une année passée aux H.E.C. de Montréal, il fréquente le Conservatoire Lassalle de Montréal où il trouve sa voie.
Il débute dans le monde du spectacle en 1941 et il a, par la suite, connu une carrière très active au Québec en jouant dans plus de trois-cents œuvres, tant au théâtre (il a participé à 150 pièces de théâtre) qu'à la radio et à la télévision.
Il a beaucoup voyagé et a notamment passé deux années à Paris, au Théâtre Hébertot où il joua dans Jeanne d'Arc, de Péguy.
Dès ses débuts à Montréal, il joua au Théâtre Arcade (une pièce par semaine durant quatre années…) et au Théâtre de l'Équipe de Pierre Dagenais. 
Toujours à Montréal, Roger Garceau a monté sur les planches de tous les théâtres dont le Théâtre du Rideau Vert, la Nouvelle compagnie théâtrale, le Théâtre du Nouveau-Monde, la Compagnie Jean-Duceppe, le Théâtre des Variétés de Gilles Latulippe, etc. Et cela, sans compter, sa participation dans de nombreux théâtres d'été du Québec.
Il a été vu, entendu et applaudi très souvent en français mais aussi en anglais, notamment au Festival d'Édimbourg, en Écosse ; ainsi qu'au Festival de Stratford, en Angleterre (où il a interprété le rôle du dauphin dans Henri V, de Shakespeare).
À la radio, il joue dans de nombreux feuilletons radiophoniques (ex.: Jeunesse dorée) et dès 1952, il tient un grand nombre de rôles (premiers rôles et rôles-titres) dans des téléthéâtres, des séries, tant à la Télévision de Radio-Canada, qu'à Télé-Métropole et à Radio-Québec, aussi bien à Montréal qu'à Toronto.
Roger Garceau est décédé le 18 avril 2001 à l'Hôpital Maisonneuve-Rosemont de Montréal des suites d'un cancer des poumons.

## Cinéma et télévision
- 1953-1957 : La Famille Plouffe (série TV) : académicien
- 1953 : Corridor sans issue : La Dame de pique (téléthéâtre)
- 1954 : L'Esprit du mal : Paul Martin
- 1954 : Anne-Marie (série TV) : François
- 1955-1958 : Quatuor : Il était une robe…, Le Billet doux, Les Vacances de Maigret, Dernier Combat, Le Léviathan, Le Cheval de Troie : rôles variés
- 1955 : L'Avocat de la défense
- 1956 : Les Belles Histoires des pays d'en haut (série TV) : S.-E. Lefebvre
- 1957 : Les Nouveaux Venus
- 1957 : À moitié sages (série TV) : Magistrat
- 1958-1961 : Le Courrier du roy (série TV) : Le secrétaire du ministre
- 1959-1963 : Le Grand Duc (série TV)
- 1960-1962 : La Côte de sable (série TV) : Georges
- 1960-1964 : Filles d'Ève (série TV) : Jean Bernier
- 1961 : Sous le signe du lion (série TV) : Le notaire Beauchemin
- 1961-1962 : Le Mors aux dents (série TV) : M. Lavigne
- 1963 : Amanita Pestilens
- 1963 : Atout... meurtre
- 1963 : Le Feu sacré (série TV) : Robert Landry
- 1964-1965 : Monsieur Lecoq (série TV)
- 1965 : Instant French
- 1965 : Cré Basile (série TV) : Sévère Bernard
- 1968-1972 : Le Paradis terrestre (série TV) : Antonio
- 1970-1977 : Symphorien (série TV) : Trefflé de Bellefeuille
- 1971-1972 : La Feuille d'érable (série TV) : Dom Anthoine
- 1972-1975 : Les Forges de Saint-Maurice (série TV) : M. Cugnet
- 1974-1976 : La Petite Patrie (série TV) : M. Lapierre
- 1975-1977 : Y'a pas de problème (série TV) : Denis Chalifoux
- 1976-1977 : Les Anglais sont arrivés
- 1977 : Monsieur Zéro (télé-théâtre) : Le patron de cabaret
- 1977-1979 : Dominique (série TV)
- 1977-1979 : Faut le faire (série TV) : Méné Ledoux
- 1977-1979 : Scénario : Le Quatrième Âge et La Femme au géranium (téléthéâtre)
- 1980-1982 : Boogie-woogie 47 (série TV) : Gaston Thouin
- 1982 : Scandale : Ministre français
- 1982-1985 : Les Moineau et les Pinson (série TV) : Juge Dubeau
- 1982-1987 : Peau de banane (série TV) : Propriétaire de salon funéraire
- 1984-1985 : Anouchka (série TV) : Paul
- 1987 : Le Frère André : Père Sorin
- 1990-1991 : La Misère des riches (série TV) : Albert
- 1990 : Desjardins : La Vie d'un homme, l'histoire d'un peuple : Marceau
- 1991 : Lance et compte : Le Crime de Lulu (téléfilm)
- 1992 : Montréal ville ouverte (série TV)
- 1992 : Jamais deux sans toi (série TV) : Abbé Lucien Beauregard
- 1993 : Blanche (série TV) : Mgr Bégin
- 1997 : Never Too Late

## Récompenses
- En 1950, il recevait un trophée en tant qu'« acteur le plus populaire de la radio »
- En 1955, il se voyait décerner le trophée Frigon en tant que « meilleur acteur de la télévision ».